# Şatırhüyük, Nurdağı
Şatırhüyük là một xã thuộc huyện Nurdağı, tỉnh Gaziantep, Thổ Nhĩ Kỳ. Dân số thời điểm năm 2011 là 3.149 người.